# The Apple (film 1914)
The Apple è un cortometraggio muto del 1914 diretto da Theodore Marston. Gli venne dato anche un titolo lungo, The Apple; or, Making Rosa Stylish.

## Produzione
Il film fu prodotto dalla Vitagraph Company of America.

## Distribuzione
Distribuito dalla General Film Company, il film - un cortometraggio in una bobina - uscì nelle sale cinematografiche statunitensi il 23 luglio 1914.